# Brecha digital
La brecha digital es un término para referirse a las desigualdades sociales en relación al acceso, uso y calidad de las tecnologías de la información y la comunicación (TIC), incluida Internet. Dichas desigualdades se asocian con diferencias económicas, de localización geográfica, educativas, etarias, de género, culturales, entre otras, y actúan como un factor de exclusión tanto social como personal.
Es una brecha en términos de acceso y uso de la tecnología de la información y la comunicación. Tradicionalmente se consideraba una cuestión principalmente de acceso. En la actualidad, con el uso global de teléfonos móviles de más del 95%, la desigualdad relativa se plantea entre aquellos que tienen más y menos ancho de banda y más o menos habilidades asociadas.
América Latina se ha convertido en una de las regiones más proactivas del mundo en relación con la inclusión de tecnología en sus sistemas educativos. Estas políticas públicas apuntan a mejorar la inclusión social, la democratización del conocimiento y la reducción de la brecha digital.

## Concepto
El concepto de brecha digital encuentra su antecesor en el llamado informe “El eslabón perdido”, que se publicó en 1982 por la comisión Maitland. Este puso de manifiesto las conclusiones sobre la carencia de infraestructuras de telecomunicaciones en los países en vías de desarrollo, poniendo como ejemplo el teléfono.
El término procede del inglés digital divide, utilizado durante la Administración Clinton, aunque su autoría no puede ubicarse con toda precisión. Mientras que en algunas referencias, se cita a Simon Moores como acuñador del término, Hoffman, Novak y Schlosser se refieren a Lloyd Morrisett como el primero que lo empleó para hacer referencia a la fractura que podía producirse en los Estados Unidos entre "conectados" y "no conectados", si no se superaban las serias diferencias entre territorios, razas y etnias, clases y géneros mediante inversiones públicas en infraestructuras y ayudas a la educación. En todo caso, durante esta administración se dio lugar a una serie de reportes publicados bajo el título Falling through the Net, en el que se dejaba evidencia del estado que este fenómeno guardaba en la sociedad estadounidense a finales de la década de 1990.A partir de este origen, algunos autores prefieren en español, el término fractura digital o estratificación digital, por ser mucho más expresivos sobre lo que realmente significa. La traducción a otras lenguas latinas, como el francés, también ha optado por el término de fractura. No obstante, la mayoría de los autores hispanos se decanta por el de brecha, más suave y políticamente correcto. Algunas otras expresiones que han sido usadas para referirse a la Brecha Digital son divisoria digital, brecha infocomunicacional y abismo digital.
Otros autores extienden el alcance de la Brecha Digital para explicarla también en función de lo que se ha denominado analfabetismo digital, que consiste en la escasa habilidad o competencia de un gran sector de la población, especialmente entre aquellos nacidos antes de la década de 1960, para manejar las herramientas tecnológicas de computación y cuyo acceso a los servicios de Internet es por ende muy escaso.
Según los estudios realizados por Eurostat, la brecha digital hace referencia a la “distinción entre aquellos que tienen acceso a Internet y pueden hacer uso de los nuevos servicios ofrecidos por la World Wide Web, y aquellos que están excluidos de estos servicios”. Se trata de una separación entre las personas según su capacidad para utilizar las tecnologías de la información y la comunicación (TIC) de forma eficaz y aquellas que no tienen acceso a las mismas, o teniéndolo, no saben utilizarlas.
Se distinguen tres tipos de brecha digital: la de acceso, que se basa en la diferencia entre las personas que pueden acceder y las que no a las TIC; la de uso, basadas en las personan que saben utilizar utilizarlas y las que no; y las de la calidad del uso, basada en las diferencias entre los mismos usuarios.
Al concepto de brecha digital se le incorporan los siguientes enfoques:
- Infraestructura: Debe existir una infraestructura de telecomunicaciones y redes, es decir, la posibilidad o dificultad de disponer de computadoras conectadas a la red mundial.

- Accesibilidad: Debe existir la posibilidad de acceder a los servicios que ofrece la tecnología, es la capacidad o dificultad de usar estas tecnologías.

- Formación: Poseer habilidades y conocimientos para hacer uso de la tecnología, es la limitación o posibilidad que tienen las personas para utilizar los recursos disponibles en la red.

### Aspectos teóricos
Algunos de los primeros autores que abordaron el problema de la Brecha Digital desde una aproximación sistemática y socialmente profunda fueron Herbert Schiller y William Wresch. De manera general, estos autores planteaban la necesidad de incluir a todos los sectores de la población en el acceso a la información disponible a través de las nuevas tecnologías de la información y la comunicación, así como de las posibles ventajas derivadas de tal acceso.
Para Pippa Norris, se trata de un fenómeno que implica tres aspectos principales: la brecha global (que se presenta entre distintos países), la brecha social (que ocurre en el interior de una nación) y la brecha democrática (que se refiere a la que existe entre quienes participan y quienes no participan de los asuntos públicos en línea).
Otra corriente de investigadores se han centrado en aspectos cuantitativos de la brecha digital, destacando las diferencias estadísticas en el acceso a las tecnologías de la información y la comunicación, según un extenso abanico de variables sociodemográficas entre las que destacan el sexo, la edad, el nivel de ingresos, la escolaridad, la raza y el lugar de residencia.
Uno de los aspectos más recientes que han sido analizados sobre la brecha digital, tiene que ver no solamente con el acceso a Internet, sino con la calidad de dicho acceso y la disponibilidad de conexiones de banda ancha que permitan acceder a contenidos multimedia en tiempos y costos adecuados al contexto de los usuarios.
De forma específica, la investigadora neerlandesa José van Dijck identifica cuatro dimensiones en el acceso: la motivación para acceder; el acceso material; las competencias para el acceso; y el acceso para usos avanzados (o más sofisticados). Plantea que la brecha digital está en constante evolución, dado el surgimiento de nuevos usos tecnológicos, que son apropiados más rápidamente por aquellos que tienen el acceso en forma más permanente y de mejor calidad, determinado por dicho ancho de banda.
La brecha Digital según Serrano y Martínez (2003) citado por la OEI (2014) se define como: "La separación que existe entre las personas (comunidades, estados, países ...) que utilizan las Tecnologías de la Información y la comunicación (TIC) como una parte rutinaria de su vida diaria y aquellas que no tienen acceso a las mismas y que, aunque las tengan no saben cómo utilizarlas".

De acuerdo con Eurostat, la brecha digital hace referencia a la "distinción entre aquellos que tienen acceso a Internet y pueden hacer uso de los nuevos servicios ofrecidos por la World Wide Web, y aquellos que están excluidos de estos servicios". 

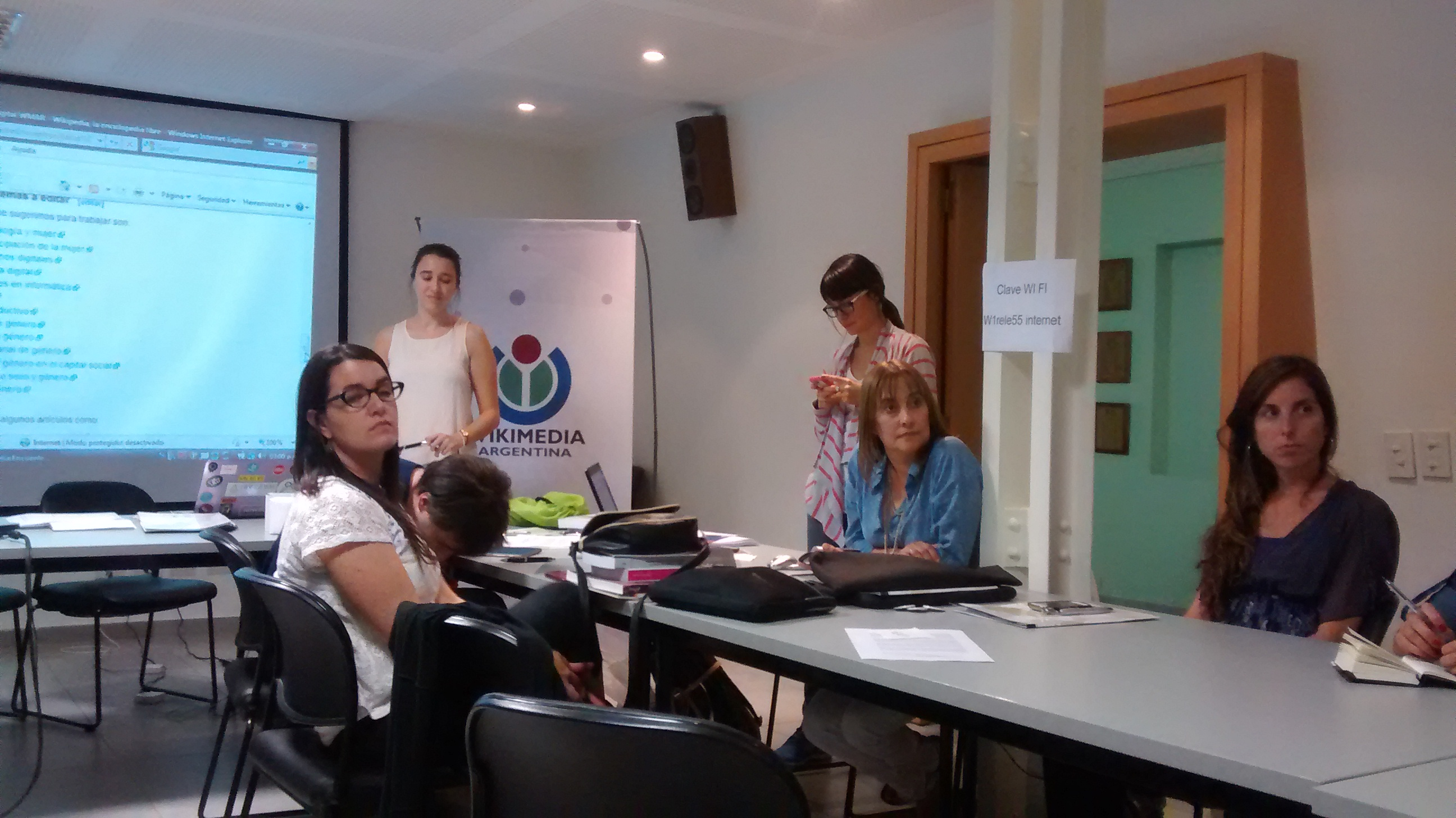
Editatón de género y brecha digital realizada en IIPE UNESCO (2015).

### Contexto de la sociedad de la información
Con ocasión de la Cumbre Mundial sobre la Sociedad de la Información (CMSI) los principales grupos de la sociedad civil dieron vida a la campaña CRIS (Communication Rights in the Information Society – Derechos de Comunicación en la Sociedad de la Información), con el objetivo de infundir la agenda de la Cumbre con cuestiones relacionadas con los medios de gobierno y derechos a la comunicación.
En la CRIS se ha enfatizado la función de las nuevas tecnologías como herramientas de comunicación de valores comunes entre grupos, individuos y organizaciones sociales, criticando una justificación instrumental de las tecnologías vistas principalmente como un fin más que como un medio para impulsar un cambio social, una visión instrumental que no considera ni las barreras culturales y lingüísticas, ni las relaciones de dependencia y subordinación técnica, económica y política entre y dentro del Norte y el Sur del Mundo.
La inclusión digital, sostiene este sector de la sociedad civil, hay que pensarla como un asunto colectivo, no individual, donde los beneficios sociales hay que verlos en relación con los que se generan para las comunidades, organizaciones, familias y grupos que sacan provecho de las tecnologías, aunque no tengan acceso a estas. La eficacia de las políticas de inclusión digital dependerán de las posibilidades de integración del conocimiento en los propios objetivos de sus beneficiarios, considerando que no existe un solo modelo, sino muchas posibles sociedades de la información y de la comunicación adaptadas según las diferentes necesidades y objetivos individuales y comunes de un planeta para nada homogéneo.
Según la Organización Mundial del Comercio (OMC), las nuevas oportunidades tecnológicas (y del libre comercio a escala global) serán el motor de una "tercera revolución industrial". Gracias a las TIC, se sostiene, se podrán anular las brechas de pobreza y de falta de recursos existentes, confrontándose en el campo de la economía, de las transformaciones políticas y sociales, de la identidad, en la cultura y en el poder, modelando nuevas relaciones a escala global.
A través del comercio electrónico y de los e-servicios, de la reducción de los costos de conexión, mejorando la eficiencia de los gobiernos y servicios públicos y favoreciendo el rol del sector privado, se creará un "entorno favorable" para lograr la reducción de las desigualdades entre y dentro de los Estados, siempre según la OMC.
Algunos autores críticos han señalado que si bien en las grandes agendas internacionales se enfatizan los grandes beneficios que las Nuevas Tecnologías pueden tener para los países del Sur, lo que hasta ahora se identifica con la Sociedad de la Información se muestra como una invención de las necesidades de la globalización, vista como un fenómeno neoliberal; un desarrollo que no tiene en cuenta las necesidades de un Sur, que se encuentra en la parte equivocada de la brecha digital.
Según esta visión, son los países del Norte los principales propietarios y beneficiarios de la World Wide Web, así como de la industria del hardware, del software y de la producción de los contenidos, el 70% en inglés. El Sur permanece excluido, y con ello aumentan las diferencias sociales regionales, y se impone un modelo de desarrollo "desde el Norte", a su imagen y semejanza.
Tales voces críticas sostienen que de nuevo se proponen viejas lógicas que nunca han promovido cambios significativos y que, al contrario, han dado lugar a nuevas relaciones de dependencia y han acentuado las desigualdades existentes: el hardware, por ejemplo, está pensado en Occidente, lo que supone para el Sur nuevas formas de trabajo, muchas veces femenino e infantil, en las industrias de ensamblaje, reforzando la destrucción de los lazos sociales y de economía de explotación y aumentando exponencialmente la polución tecnológica.
Desde otros contextos, se ha planteado equiparar la existencia de brechas digitales con aspectos pedagógicos de la formación en todos los ámbitos. A cada brecha digital debería corresponder una similar desde la didáctica. A este concepto en construcción se le ha denominado directamente "brecha didáctica"

## Dimensiones

### Brecha digital en personas con discapacidad física o mental
Las desigualdades en el acceso a la información están presentes entre las personas que viven con una discapacidad física en comparación con los que no viven con discapacidad. En 2011, según el Pew Research Center, el 54% de los hogares con una persona con discapacidad tenían acceso a Internet comparado con el 81% de los hogares que no tenían una persona con discapacidad. El tipo de discapacidad que tiene un individuo puede impedir que interactúe con pantallas de ordenador y pantallas de teléfono móvil, como tener tetraplejia o una discapacidad en las manos. También sigue habiendo una carencia de acceso a tecnología y acceso a Internet en el hogar entre aquellos que tienen una discapacidad cognitiva y auditiva. Existe la preocupación sobre si el incremento del uso de tecnologías de la información aumentará o no la igualdad, ofreciendo oportunidades a individuos con discapacidades, o si solo incrementará las desigualdades actuales y conducirá a que las personas con discapacidad queden rezagadas en la sociedad. Se ha comprobado que problemas como la percepción de las discapacidades en la sociedad, la política de gobierno nacional y regional, la política empresarial, las principales tecnologías informáticas y la comunicación en tiempo real contribuyen al impacto de la brecha digital en las personas con discapacidad. En 2022, una encuesta realizada a personas con discapacidad mental grave en el Reino Unido reveló que el 42% carecía de habilidades digitales básicas como cambiar contraseñas o conectarse a Wi-Fi.
Además, existen interfaces tecnológicas, como aplicaciones móviles y páginas web, que suelen incorporar colores brillantes, sonidos intensos y animaciones llamativas. Estas características pueden resultar abrumadoras para personas con hipersensibilidad sensorial, como ocurre frecuentemente en individuos con Trastorno del Espectro Autista (TEA). Este diseño puede generar sobrecarga sensorial, dificultando la navegación y el uso de estas tecnologías, además de provocar ansiedad o frustración, como lo señalan Tomchek y Dunn (2007) en su estudio sobre el procesamiento sensorial en niños con y sin TEA.
En contraste, un diseño visual estructurado y simplificado mejora significativamente la experiencia de personas con TEA e hipersensibilidad sensorial. Según Chen y Bernard-Opitz (2015), este enfoque facilita el procesamiento y la retención de la información presentada en la interfaz, promoviendo una interacción más efectiva y satisfactoria. Por tanto, adoptar estrategias de diseño que reduzcan la sobrecarga sensorial no solo optimiza la accesibilidad, sino que también contribuye a disminuir las brechas digitales para personas con esta condición.
Las personas con discapacidad también son víctimas de abuso en línea. Según un informe publicado por Leonard Cheshire, una organización benéfica de salud y bienestar, los delitos de odio en línea contra las personas con discapacidad se han incrementado en Reino Unido un 33% entre 2016 y 2017 y 2017-18. Relatos de abusos de odio en línea hacia personas con discapacidad se compartieron cuando el hijo de la modelo Katie Price fue objeto de abuso en Internet atribuido a que él tenía una discapacidad. En respuesta a los abusos, Price puso en marcha una campaña para que los parlamentarios británicos exigieran responsabilidades a quienes perpetúan abusos en línea contra las personas con discapacidad. El abuso en línea hacia personas con discapacidad es un factor que puede disuadir a las personas a participar en línea, lo que podría impedirles aprender información que podría mejorar sus vidas. Muchas personas con discapacidad se enfrentan a abusos en línea en forma de acusaciones de fraude en las prestaciones y de “fingir” su discapacidad para obtener beneficios económicos, lo que en algunos casos puede dar lugar a investigaciones innecesarias.

### Brecha digital geográfica
La brecha digital geográfica según la OEI abarca a grupos sociales que se encuentran tanto en zonas urbanas como en zonas rurales. Sin embargo, la infraestructura disponible para asistir a ambos grupos es muy diferente. En particular, la aislación geográfica de las zonas rurales plantea un acceso total y diferente al urbano, pues en las áreas rurales escasamente cuentan al menos en México con las escuelas de nivel básico que pueden contar con una antena eso si la situación geográfica lo permite, no siendo así en las zonas urbanas donde si bien no hay Wi-Fi gratuito, existen cyber cafés, parques, bibliotecas, etc. que pueden dar el servicio, así como muchos hogares que ya tienen internet.
Según este enfoque, el “pobre digital” es una persona que carece, sea por falta de acceso –consideración de oferta— o por falta de conocimiento de cómo se utiliza o por falta de ingresos –consideraciones de demanda—, de la información y comunicación que se accede a través de las tecnologías digitales. Pueden ser considerados pobres digitales quienes no utilizan las TIC, sea por falta de oferta o de capacidad de utilización. A esto se le puede sumar la carencia de información acerca de las ventajas de utilizar las TIC. Identificar las principales causas de la brecha digital utilizando este esquema conceptual, permite definir, lineamientos de política pública a implementar que permitan achicar las brechas digitales –o dicho en términos de Barrantes, reducir la pobreza digital- de manera más eficiente.
Estas diferencias se manifiestan asimismo entre hombres y mujeres, edades, estatus social, paralelamente a las "brechas" de siempre: el acceso a la sanidad, a la educación, la mortalidad infantil, el hambre, la pobreza.

### Brecha digital por edad
La diferencia de edad es un factor que contribuye a la brecha digital, ya que quienes nacieron antes de 1983 no crecieron con internet. Según Marc Prensky, las personas dentro de este grupo se consideran "inmigrantes digitales".Un inmigrante digital es alguien que nació o fue criado antes de la expansión del uso de tecnologías digitales.El acceso generalizado a internet no se hizo efectivo hasta el 1 de enero de 1983, por lo que todos los nacidos antes de esa fecha han tenido que adaptarse a la era digital.En cambio, quienes nacieron después de 1983 son llamados "nativos digitales", término que describe a quienes crecieron en un entorno dominado por la tecnología.
A nivel global, hay una diferencia del 10% en el uso de internet entre los jóvenes de 15 a 24 años y los mayores de 25. Según la Unión Internacional de Telecomunicaciones (UIT), en 2022, el 75% de las personas de entre 15 y 24 años utilizaron internet, en comparación con el 65% de los mayores de 25.La mayor brecha digital generacional se encuentra en África, donde el 55% de los jóvenes usan internet frente al 36% de los adultos mayores de 25. En contraste, la Comunidad de Estados Independientes presenta la menor diferencia, con un 91% de jóvenes conectados en comparación con un 83% de los adultos mayores.
Además de estar menos conectadas, las generaciones mayores también son menos propensas a utilizar tecnología financiera, también conocida como fintech. Este término engloba cualquier forma de gestión del dinero a través de dispositivos digitales. Ejemplos de fintech incluyen apps de pago electrónico como Venmo y Apple Pay, servicios fiscales como TurboTax, o la solicitud de préstamos en línea. Según datos de Global Findex (2017 y 2021), más del 40% de los menores de 40 años emplean pagos digitales, mientras que este porcentaje es inferior al 25% entre los mayores de 60.

### Cifras globales
Según Internet World Stats, en el 2019 existen 4.536 millones de internautas conectados, con porcentajes de cobertura sobre el total de la población que van desde un 89% en Estados Unidos y 88% en Europa, hasta un 40% en el continente africano. En el medio, la cobertura en América Latina y el Caribe alcanza un 69%.
Datos de 2019 de la Unión Internacional de Telecomunicaciones muestran que en los países desarrollados la mayoría de las personas están en línea, con cerca del 87 por ciento de las personas que utilizan Internet. En los países menos desarrollados (PMD), por otro lado, solo el 19% de las personas está en línea en 2019.
El informe de SITEAL 2014 para América Latina, fundamentado en la UIT Unión Internacional de Telecomunicaciones, revela datos de la penetración de banda ancha fija (2010-2013) con un crecimiento de 5.28% a 7.35%. El informe destaca que este aumento está en pleno desarrollo en la región conjuntamente con el crecimiento exponencial de los últimos dos años de la banda ancha móvil que pasó de 9 accesos cada 100 habitantes en 2011 a más de 28 en el segundo semestre de 2013. Es de destacar el crecimiento de la telefonía móvil en la región que se ha incrementado de 5,26 en el 2011 a 117,72% en el 2014.

## Estrategias para disminuir la brecha digital
Se ha planteado la necesidad de estimular no solo el acceso, sino también el uso y el empoderamiento de las nuevas tecnologías, ya que éstas pueden efectivamente incidir en procesos de desarrollo, combatiendo las demás brechas que subyacen a la digital.
Sin embargo, algunos trabajos han concluido que muchas de estas iniciativas responden a visiones optimistas sobre el impacto de las tecnologías de la información y la comunicación en el desarrollo, y conciben que el problema de la Brecha Digital se resolverá mediante la introducción de computadores personales con acceso a Internet. Aspectos como la capacitación de los usuarios y la creación de contenidos culturalmente adecuados a cada contexto, son frecuentemente dejados de lado. De forma similar, las comunidades receptoras en estos procesos de equipamiento tecnológico pocas veces son tomadas en cuenta, lo que afecta la sustentabilidad a largo plazo de proyectos de esta naturaleza.
En este sentido, algunos autores plantean que las TIC deberían proporcionar un espacio de encuentro de una nueva esfera pública, donde la sociedad civil pueda definirse y comprenderse en su diversidad y donde las estructuras políticas estén sujetas al debate público y sean evaluadas por sus acciones, garantizando la participación de las categorías más excluidas a través de perspectivas de género, regionales y sociales.

### Free Basics
Free Basics es una asociación entre la empresa de servicios de redes sociales Facebook y seis empresas (Samsung, Ericsson, MediaTek, Opera Software, Nokia y Qualcomm) que planea brindar acceso asequible a servicios de Internet seleccionados a países menos desarrollados aumentando la eficiencia y facilitando el desarrollo de nuevos modelos de negocio en torno a la provisión de acceso a Internet. En el documento técnico [116] realizado por el fundador y CEO de Facebook, Mark Zuckerberg, la conectividad se afirma como un "derecho humano", e Internet.org se crea para mejorar el acceso a Internet para personas de todo el mundo.
Sin embargo, Free Basics también está acusado de violar la neutralidad de la red por limitar el acceso a servicios cuidadosamente seleccionados. A pesar de un amplio despliegue en numerosos países, se ha encontrado con una fuerte resistencia, especialmente en India, donde la Autoridad Reguladora de Telecomunicaciones de la India finalmente lo prohibió en 2016.[cita requerida]

### Constelaciones satelitales
Varios proyectos para llevar Internet a todo el mundo con una constelación de satélites se han diseñado en la última década, uno de ellos es Starlink de la compañía SpaceX de Elon Musk. A diferencia de Free Basics, proporcionaría a las personas un acceso completo a Internet y no se limitaría a unos pocos servicios seleccionados. En la misma semana en que se anunció Starlink, el empresario en serie Richard Branson anunció su propio proyecto OneWeb, una constelación similar con aproximadamente 700 satélites que ya ha adquirido licencias de frecuencia de comunicación para su espectro de transmisión y estaría operativo en 2019.
El mayor obstáculo de estos proyectos son los costos astronómicos financieros y logísticos de lanzar tantos satélites. Musk ha reconocido públicamente esta realidad empresarial e indicó a mediados de 2015 que, mientras se esfuerza por desarrollar este sistema de comunicación basado en el espacio técnicamente complicado, quiere evitar sobreextender la compañía y declaró que se están midiendo en el ritmo de desarrollo.

### Una computadora portátil por niño
One Laptop per Child (OLPC) es otro intento de reducir la brecha digital. Esta organización, fundada en 2005, ofrece computadoras portátiles XO de bajo costo (denominadas "computadora portátil de 100 dólares", aunque los costos de producción reales varían) para niños que residen en regiones pobres y aisladas de los países en desarrollo. Cada computadora portátil pertenece a un niño individual y proporciona una puerta de entrada al aprendizaje digital y al acceso a Internet. Las computadoras portátiles XO están diseñadas para soportar más abusos que las máquinas de gama alta, y contienen características adaptadas a las condiciones únicas que presentan las aldeas remotas. Cada computadora portátil está diseñada para usar la menor potencia posible, tiene una pantalla legible a la luz del sol y es capaz de conectarse en red automáticamente con otras computadoras portátiles XO para acceder a Internet, hasta 500 máquinas pueden compartir un solo punto de acceso.
En América Latina, se han implementado iniciativas similares como el Programa Conectar Igualdad en Argentina, y el Plan Ceibal en Uruguay, entre otras.

## Críticas
La brecha digital no es un fenómeno que sea reconocido de forma unánime. Entre las principales críticas que se hacen, destacan los hechos por Benjamin M. Compaine, quien sostiene que se trata de un asunto que ha sido objeto de manipulaciones políticas y que las actuales diferencias observadas en el acceso y uso de las tecnologías de la información y la comunicación, se salvarán gracias al destacado impulso de este sector del mercado.
La diferencia social que existe entre aquellas personas que saben utilizar las TIC y aquellas que no, no siempre es un problema de posibilidad de acceso e infraestructuras (servicio universal) o conocimientos previos (alfabetización digital), sino que en la mayoría de los casos es un problema de actitud personal en lo referido a las nuevas tecnologías. Es preciso un cambio cultural que implique a todas las personas sin importar su condición o rango de edad para poner a su alcance y de forma más intuitiva y “usable” lo que llega, ha llegado y llegará en un futuro en materia digital.

### Educación
Existen diversos estudios que apuntan las limitaciones de las personas que sufren la brecha digital. Por ejemplo, el Centro para el Progreso Americano (Center for American Progress) afirmó que si los EE. UU. redujeran la brecha digital educativa entre niños blancos y negros/hispanos la economía del país crecería un 5.8.
Sin embargo, en Silicon Valley, cuna de los grandes sistemas informáticos actuales, hay una creciente tendencia a limitar o incluso eliminar el uso de tecnologías en la educación.

### Pobreza digital
En América Latina, se ha desarrollado un concepto alternativo que se ha denominado “pobreza digital”. No suele aparecer citado en las discusiones, sino que el más utilizado es “brecha digital”, generalmente entendida como las desigualdades en el acceso y uso de TIC a nivel de hogares o a nivel de países, y que es objeto de medición frecuente. Frente al concepto de brecha, pobreza digital trata de capturar el nivel mínimo de uso y consumo de los diversos atributos de las TIC, así como los niveles de ingreso de los pobladores para hacer efectiva una demanda. 
Dentro de esta perspectiva, también se hace referencia a las condiciones sociales, económicas, culturales y educativas que implica el uso de las tecnologías digitales en diferentes ámbitos de la vida social. En el ámbito educativo, este enfoque considera estudios cualitativos que son sensibles a las diferencias entre contextos y que dan cuenta de las implicaciones de incorporar a la digitalidad. Las condiciones imperantes en muchos países en vías de desarrollo, provocan que el acceso a la digitalidad, sea un proceso complejo que requiere de la articulación de otras tecnologías que no necesariamente son digitales. Es así que se conforman diferentes "arreglos materiales digitales", idea que resalta las condiciones desiguales en el acceso a la digitalidad, a partir de un doble significado: la idea de arreglo como una disposición o configuración de diferentes objetos materiales (digitales y analógicos); pero también la idea de arreglo como un ajuste que se tiene que hacer cuando muchas de las tecnologías "fallan" o no funcionan en sus óptimas condiciones.

### Consecuencias de la brecha digital
Una de las consecuencias de la brecha digital es el rezago, así como la dificultad que enfrentan las personas para salir de condiciones de pobreza por tener problemas en la toma de información por la falta de acceso a nuevos conocimientos lo que lleva a esta parte de la sociedad a la ignorancia y falta de comunicación social por la limitación de información que además los limita a actividades primarias. Cabe resaltar que la implementación de la digitalización debe hacerse con mucha responsabilidad y educar en su uso a la población.

## Por regiones

### Latinoamérica
En zonas rurales y de bajos recursos en general se encuentran grandes desventajas, por la menor cobertura de servicios y la falta de recursos económicos para pagar los servicios de Internet de banda ancha., así como de capacidades para el uso de TIC.
El acceso a dispositivos y conectividad no es suficiente para provocar una apropiación significativa de las TIC ni para mejorar los aprendizajes. El problema es que si bien la brecha en el acceso puede reducirse en relativamente corto plazo, la brecha en el desarrollo de competencias digitales está profundamente relacionada con desigualdades estructurales. Hay consenso en que la escuela y las instituciones educativas y culturales del Estado tienen un rol clave en la promoción de las competencias digitales y nivelación de las diferencias sociales.
La diferencia entre generaciones en el conocimiento requerido para incorporar las TIC en su cotidianidad, se traduce en un déficit al momento de responder a los desafíos que plantean los niños y de aprovechar las oportunidades que ofrece el entorno. Esta es la coyuntura que demanda una reconfiguración de las estrategias de acompañamiento, para educar y aprender, y redefinir algunos roles en relaciones más descentralizadas y horizontales.
Los contenidos multimedia son portadores de representaciones sociales, moldean las formas de percibir, pensar e imaginar nuestro mundo y producen sentidos. Con escasa producción local, la mayor parte de los contenidos a la que acceden chicas y chicos latinoamericanos no contemplan las particularidades regionales ni nacionales. Esta situación tiene consecuencias directas en la construcción de la identidad cultural de las nuevas generaciones latinoamericanas.

### España
España ocupa el puesto #34 en el World Economic Forum Networked Readiness Index (índice que mide cómo los países aprovechan las oportunidades ofrecidas por las TIC), lejos de países de su entorno como Finlandia, Suiza, Alemania, Francia o EE. UU. En este país el porcentaje de hogares con acceso a algún tipo de conexión de banda ancha se sitúa apenas entre el 50-60%, con una penetración bastante alejada de las otras grandes economías de la UE.
La falta de conexión a Internet o la facilidad de acceso tiene consecuencias graves desde el punto de vista de la exclusión social. En primer lugar, la brecha digital genera un tipo de exclusión geográfica, teniendo como zonas más afectadas las rurales y las zonas suburbanas que se enfrentan a posibles fallos del mercado y a la falta de inversión en TIC y en sus infraestructuras. En segundo lugar, encontramos un tipo de exclusión catalogado como generacional: las personas mayores tienen un nivel de penetración y una tasa de uso muy inferior a los demás grupos de edades. Finalmente, y contando con que la economía digital supone ya un 5,7% del PIB del país, las personas con bajos recursos económicos no pueden acceder a la información y herramientas que ofrece el entorno digital, sufriendo asimismo una descapitalización que tiene un alto precio en términos educativos y de acceso y mantenimiento en el mercado. En términos económicos, la brecha digital tiene un coste social de 1300 millones de euros en España.
Asimismo, la brecha digital se ve incrementada por los precios ofrecidos por las operadoras. En el caso de España, tanto la Comisión Europea ha advertido que los precios del ADSL están por encima de la media de la UE. De hecho, España se sitúa entre los países OCDE con la banda ancha más cara.

#### Medidas
La Ley 2/2011, de 4 de marzo, de Economía Sostenible, en su artículo 52, recoge el llamado “servicio universal de telecomunicaciones” por el que la conexión a la red pública de comunicaciones con capacidad para ofrecer servicios de internet deberá permitir el acceso a velocidades de descarga de 1Mps. Se entiende por servicio universal, de acuerdo con el artículo 22.1 de la Ley 32/2003, de 3 de noviembre, General de Telecomunicaciones, el conjunto definido de servicios cuya prestación se garantiza para todos los usuarios finales con independencia de su localización geográfica, con una calidad determinada y a un precio asequible.
Telefónica, al ser la única operadora que se presentó al concurso público convocado a tal efecto por la Orden ITC/2464/2011, Orden ITC/2465/2011 y Orden ITC/2466/2011, todas ellas de 15 de septiembre, es la adjudicataria del servicio y su proveedora por los próximos 5 años. El precio del mismo quedó fijado en un máximo mensual de 29,9 euros más una cuota inicial de alta de 66 euros iniciales. Si se le añade el servicio de telefonía fija, el precio mensual asciende en 19,9 euros al mes, más 13,97 euros de la cuota de línea telefónica y 38,1 euros por alta. Cuando no se dispone de ninguno de los dos servicios, la cuota inicial de alta sube a los 121,63 euros y la cuota mensual a los 33,87 euros. La Asociación de Internautas ha criticado este tipo de servicios y costes para los usuarios, puesto que ningún operador ofrece menos de 3 megas.
En 2013, dentro del Programa Nacional de Reformas, el Gobierno de España ha puesto en marcha la Agenda Digital para España con el objetivo prioritario de que en 2015 medio país cuente con una conexión de 100 Mbps. Asimismo, la Agenda también persigue incrementar el porcentaje de personas que normalmente emplean internet de un 61,8% a un 75%, así como el número de personas que se relacionan electrónicamente con la Administración hasta el 40%, dando continuidad a la implantación de la e-administración diseñada por la Ley 11/2007, de 22 de junio, de acceso electrónico de los ciudadanos a los servicios públicos y los planes Moderniza y Avanza.
Los Presupuestos Generales del Estado prevén la dotación correspondiente para la Agenda Digital, de los cuales 140 millones de euros están dirigidos a la reducción de la brecha digital a través del Plan de Inclusión Digital y Empleabilidad. Este plan tiene cuatro objetivos a ser alcanzados en 2015: incrementar el número de personas que utilizan internet regularmente hasta el 75%; alcanzar al 60% de personas de colectivos desfavorecidos usando Internet; reducir del 30% al 15% el número de personas que nunca ha utilizado Internet; e incrementar la penetración de la banda ancha de móvil entre los usuarios de telefonía móvil hasta el 75%.